# 테네시주의 대구역
테네시주의 대구역(Grand Divisions of Tennessee)은 테네시주의 동부, 중부, 서부를 가리킨다.

세개의 대구역을 가리키는 테네시주의 기

## 구역
동부 테네시와 중부 테네시의 경계는 컴벌랜드고원(Cumberland Plateau), 중부 테네시와 서부 테네시의 경계는 테네시강이다. 정확한 경계는 군(카운티)경계를 따르며, 강 양쪽에 있는 하딘군은 서부 테네시로 분류한다. 과거에 테네시강 서부에도 관할구역이 있었다가 테네시강 동부만 관할하는 것으로 바뀌었는데도 한동안 동부 테네시로 유지되었던  페리군이 1965년 중부 테네시로 편입된 후로, 경계가 조정되지 않고 있다.
동부 테네시의 중심지는 녹스빌, 중부 테네시의 중심지는 내슈빌, 서부 테네시의 중심지는 멤피스이다.

## 정치
테네시 주의 행정에선 각 대구역의 대표성을 반영하는 경우가 많이 있다.